# Iroquois County
Iroquois County is een county in de Amerikaanse staat Illinois.
De county heeft een landoppervlakte van 2.892 km² en telt 31.334 inwoners (volkstelling 2000). De hoofdplaats is Watseka.